# Rock français
Genres associés
Pop française, nouvelle chanson française
Le rock français est le rock interprété par des groupes et artistes français.
Les productions des artistes français sont principalement et historiquement chantées en langue française bien qu'une tendance récente montre une augmentation des chansons en anglais. Quelques chansons font appel à des langages inventés, comme le kobaien de Magma ou le klokobetz de Nosfell. Certains artistes venant de la région bretonne ont aussi composé plusieurs chansons en breton, comme Matmatah ou Les Ramoneurs de Menhirs.
L'histoire du rock français est similaire à celle du rock outre-Atlantique et outre-Manche : après l'âge des pionniers dès le milieu des années 1950 avec Boris Vian, Henri Salvador, Line Renaud, Danyel Gérard, Claude Piron, qui introduisent quelques chansons connotées peu ou prou rock, vient ensuite un premier âge d'or au début des années 1960 avec Johnny Hallyday, Eddy Mitchell, Dick Rivers, Dany Logan, Vic Laurens, Vince Taylor, puis une évolution est portée par quelques artistes influencés par la pop (Serge Gainsbourg, Michel Polnareff, Jacques Dutronc, Nino Ferrer).
Les années 1970 sont marquées d'une part, par la chanson rock de Jacques Higelin et Bernard Lavilliers, et d'autre part, par le rock progressif à la française comme celui du groupe Ange. À la vague punk de la fin des années 1970, fait suite un deuxième âge d'or avec Téléphone, Trust, Bijou, Starshooter... Les années 1980 et 1990 sont marquées par des groupes et artistes très divers dont Mano Negra, Niagara, Indochine, Axel Bauer, Rita Mitsouko, Taxi Girl et Noir Désir. La fin du millénaire est le témoin de la popularité de Louise Attaque, de Mickey 3D et de la confirmation d'Alain Bashung.
Les années 2000 voient l'émergence de la nouvelle scène rock française comme Shaka Ponk et de l'apparition de nombreux groupes produisant des chansons en langue anglaise.

## Histoire

### Années 1950
Line Renaud est parfois citée comme la première en France à avoir chanté un titre rock'n'roll. En 1955, elle interprète en français, une reprise de Tweeldee Dee de Lavern Baker. En janvier 1956, Jacques Hélian et son orchestre adaptent Rock Around the Clock de Bill Haley sous le titre Toutes les heures qui sonnent, avec Lou Darley au chant. L'interprétation reste cependant dans un style très big band. Le Trio Raisner reprendra Rock Around the Clock à l'harmonica la même année.
Au printemps 1956, le batteur de jazz Baptiste Reilles (1920-1987), sous le pseudonyme de Mac Kac, sort le premier disque de rock français. Ce super 45 tours est publié sous la marque Versailles, de Ray Ventura, dont le directeur artistique est Sacha Distel, neveu du précédent. Il est composé des chansons Et là-bas ?, reprise d'une chanson louisianaise, J'en ai assez, reprise d'Eddie my love, Great big bulging eyes et T'es pas tombé sur la tête, reprise de See You Later, Alligator, de Bill Haley.
Le 21 juin 1956, sous le pseudonyme d'Henry Cording, Henri Salvador enregistre un disque de rock, sur des paroles de Boris Vian et des musiques de Michel Legrand et Alain Goraguer. Les chansons qui composent ce super 45 tours se veulent parodiques et humoristiques comme l'indiquent les titres des chansons choisies : Va t'faire cuire un œuf, Man, Rock hocquet, Rock and roll mops et Dis-moi que tu m'aimes rock. Boris Vian récidive avec de nouveaux textes interprétés par Magali Noël, considérée par L. Picaud comme « la première rockeuse de France ». Elle chante notamment Alhambra rock, Strip rock ainsi que Fais-moi mal Johnny, interdit à la radio pour ses paroles jugées trop osées.
Cette brève histoire des prémices du rock en France est loin d'être exhaustive et il conviendrait de citer également Annie Cordy (Qu'est-ce que tu as mon vieux), Moustache (Le rock de Paris), Claude Bolling (Crazy love), Michel Legrand (Rock surprise partie), Marcel Zanini et ses Challengers (Dis-moi oui ou non), Georges Guetary (Georges, viens danser le rock), Eddie Constantine (Rock rock), Colette Renard (L'âge atomique) ou Georges Aber (Comme un tigre).
En 1958 premiers frémissements : Danyel Gérard publie un disque de rock, nullement parodique, bien qu'il contienne également un titre signé de Boris Vian, D'où reviens-tu Billie Boy ?. Surnommé « le chanteur suffoquant », Danyel Gérard suscite un certain intérêt, mais il doit partir faire son service militaire pendant la guerre d'Algérie fin 1959. Richard Anthony publie son premier disque avec notamment une adaptation de Peggy Sue,, et connait en 1959 un premier succès avec La chanson Nouvelle vague. Dans le même temps, depuis 1957, sous l'impulsion d'Henri Leproux, au Golf Drouot, premier lieu du rock'n'roll à Paris, d'autres chanteurs français s'essaient au rock'n'roll : Claude Piron qui deviendra Danny Boy, tandis qui sévissent de futures vedettes tels que Johnny Hallyday, Eddy Mitchell et Les Chaussettes Noires, Jacques Dutronc, ou encore Long Chris, Vic Laurens et Les Vautours, Dany Logan et les Pirates...

### Années 1960

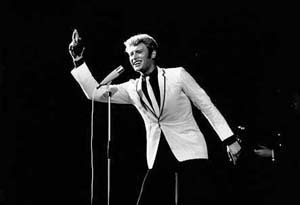
Johnny Hallyday, en concert en 1965.

Au début des années 1960, Johnny Hallyday est la première vraie vedette du rock en France. Le 14 mars 1960, sort son premier disque. Johnny Hallyday fait sa première apparition à la télévision le 18 avril 1960 dans l'émission L'École des Vedettes, où il est présenté par Line Renaud et Aimé Mortimer. Son passage défraie la chronique et son jeu de scène prête à polémique. En quelques jours, son premier super 45 tours (ou EP), T'aimer follement, passe de trente mille à cent mille ventes. Son second super 45 tours, avec la chanson Souvenirs, souvenirs, est son premier grand succès et convainc les maisons de disques françaises qu'il existe un marché national du rock. Durant l'été, il tourne dans le sud de la France et le public commence à venir en nombre. À partir du 20 septembre 1960 et durant trois semaines, Johnny Hallyday se produit à l'Alhambra en première partie de Raymond Devos. En novembre 1960, il passe en vedette à l'Alcazar à Marseille et connaît son premier triomphe en public.
Le 24 février 1961, au Palais des sports de Paris, a lieu le premier festival international de rock 'n' roll. Eddy Mitchell et les Chaussettes Noires, premier groupe de rock en France, y font leurs débuts, alors que le passage d'Hallyday est programmé en vedette. L'événement, émaillé de nombreux incidents, (les blousons noirs commencent à faire parler d'eux dans des bagarres), lance véritablement le genre musical dans le pays, malgré une presse unanimement hostile, exception faite de Salut les copains de Daniel Filipacchi.
À nouveau au Palais des sports, a lieu le 18 juin, un second festival de rock'n'roll. Le groupe Les Chaussettes Noires est, cette fois, programmé en vedette. Danny Boy, et Richard Anthony sont aussi à l'affiche.

Un troisième et ultime festival a lieu le 18 novembre 1961. Nicole Paquin, Les Champions, Danny Boy, Dick Rivers et ses Chats Sauvages assurent le spectacle. Vince Taylor, prévu en vedette, ne peut monter sur scène à cause de l'ambiance survoltée et violente de la salle .
Si la production rock-pop française propose alors de nombreuses adaptations  de titres américains ou anglais, elle compte également nombres de créations françaises : vingt-trois  de la cinquantaine de titres enregistrés par Johnny Hallyday (entre 1960 et 1961), sont des créations originales, dont quinze composés pour lui ; Charles Aznavour et Georges Garvarentz n'hésitent pas à mettre leurs talents au service de la jeune génération et écrivent et/ou composent quelques titres pour Johnny Hallyday, Les Chaussettes noires, Sylvie Vartan, ou encore Frank Alamo (voir pour l'exemple). Françoise Hardy écrit et/ou compose nombre de ses chansons, et France Gall, est la première artiste de cette génération à n'interprèter aucune adaptation et à avoir un répertoire cent pour cent français. Egérie de Serge Gainsbourg, ce dernier après s'être moqué les yéyés s'est converti à leur style et n'hésite pas à déclarer : « J'ai retourné ma veste le jour où je me suis aperçu qu'elle était doublée de vison. »
Dick Rivers quitte les Chats Sauvages durant l'été 1962, pour commencer une carrière en solo ; Mike Shannon devient la voix du groupe. Pour les mêmes raisons, Eddy Mitchell rompt avec les Chaussettes Noires fin 1963 (en septembre il a déjà fait paraître son premier album solo, un second sort en décembre). Dès janvier 1964, le groupe change de concept et s'organise en combo à la façon des Beatles, devenant à la fois instrumentistes et chanteurs.
1964, est l'année qui voit disparaître les deux groupes emblématiques de cette période : à l'automne les Chats Sauvages et les Chaussettes noires sont dissous. C'est aussi l'année, où Johnny Hallyday devient soldat. Lorsque libéré de son service militaire, il revient en août 1965, plus rien n'est tout à fait pareil. Comme précédemment aux États-Unis à la fin des années 1950, en France, l'engouement pour le rock'n'roll marque le pas. Le disque d'Hallyday Les Rocks les plus terribles (parut en juillet 1964), sonne comme un adieu à ce premier âge d'or du rock hexagonal. De nouveaux genres musicaux apparaissent et Eddy Mitchell fait paraitre, en 1965, Du rock 'n' roll au rhythm 'n' blues, quand Hallyday (la même année), reconverti également au Rhythm and blues, sort Johnny chante Hallyday.
À l'instar de Serge Gainsbourg, à partir de 1966, Jacques Dutronc, Antoine et Michel Polnareff, s'imposent avec un répertoire original, plus influencé par la pop anglaise que le rock américain. La Rivalité entre Antoine et Johnny Hallyday qui s'affronte alors par chansons interposées (Les Élucubrations d'Antoine contre Cheveux longs et idées courtes), reste emblématique de ce changement de période.

### Années 1970

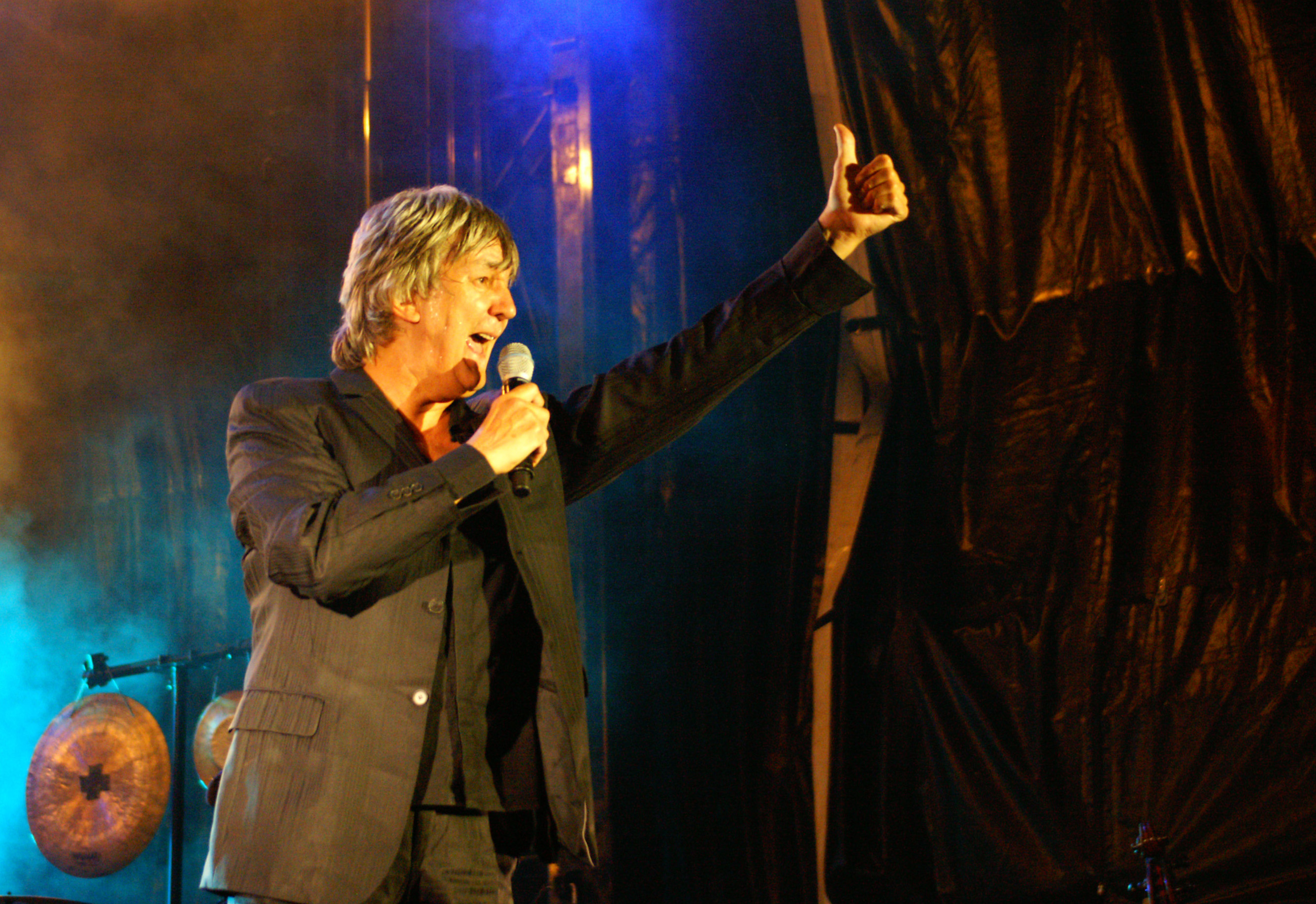
Jacques Higelin en concert lors du cinquième festival Aux Zarbs d'Auxerre en juillet 2007.

Au début des années 1970, de nouveaux groupes francophones apparaissent de-ci de-là, dont les plus connus en France sont Martin Circus et Aphrodite's child (avec les Grecs Vangelis et Demis Roussos), ou Quo Vadis (fondé à Paris par Jean-Pierre Hipken et Serge Doudou des Gypsys) ou Michel Pagliaro au Québec sans oublier les Variations avec Joe Lebb et Marc Tobaly, qui chantent en anglais. Les difficultés financières qu'ils peuvent rencontrer en pratiquant un rock pur et/ou élaboré, voire sophistiqué (comme celui de Nino Ferrer en France), les amènent souvent à se tourner vers des styles musicaux plus proches de la variété. De même durant cette période, des artistes français comme Catherine Ribeiro, Bernard Lavilliers, Véronique Sanson, Catherine Lara (Qui connaîtra un grand succès en 1984 avec l'album et le titre La Rockeuse de diamants) flirtent avec le rock sans toutefois franchir totalement le pas.
Léo Ferré, Serge Gainsbourg, Gérard Manset et Jacques Higelin, pour ne citer qu'eux, se lancent dans l'aventure. Ferré s'adjoint en 1970, le temps de deux albums, les services du groupe pop Zoo et ils donnent des concerts. En 1970, Gérard Manset écrit La Mort d'Orion, premier album-concept en France. Gainsbourg introduit le phrasé français dans divers styles avec ses trois albums-concept : Rock Around the Bunker est un authentique disque de rock 'n' roll, L'Homme à tête de chou flirte avec le psychédélisme et Aux armes, etc. est en pur reggae. Higelin produit un rock de banlieue simple et décapant : son album BBH 75 en 1974 est considéré à ce moment-là comme le premier vrai album de rock français « brut de décoffrage », semblant issu d'une génération spontanée. Le disque Irradié (avec la participation cruciale de Louis Bertignac) enfoncera le clou : le rock français existe bel et bien.
Dans les mêmes années, des groupes comme Triangle, Ange, Magma ou, plus confidentiels, comme Atoll, Artcane, Dynastie Crisis, Gong, Présence, etc. deviennent les représentants français du rock progressif. Les premiers albums de Daniel Balavoine, ex-chanteur de Présence, s'inscrivent de plains pieds dans cette mouvance « rock-prog ». De vous à elle en passant par moi (1975) et son album-concept Les Aventures de Simon et Gunther... (1977) sont fortement emprunts du modèle opératique et symphonique propre à Genesis ou Queen.
Et à la limite du rock et du folk, le travail d'Alan Stivell, surtout à partir du Live à l'Olympia (1972). Une partie de sa production, très éclectique, est marquée par le rock, jusqu'aux plus récents albums.
Les choses changent peu à peu à partir de 1977 : le mouvement punk et la post-new wave arrivent en France et correspondent aux aspirations de renouveau d'une partie de la jeunesse. Durant cette époque de créativité, la variété et les artistes du passé sont soudain « ringardisés ».
L'émergence du groupe Bijou marque le retour du rock chanté en français. Il ouvre le chemin à d'autres groupes comme Lili Drop, Téléphone, se livrant à un exercice déconsidéré par les puristes comme Little Bob Story, Shaking Street, Dogs, Ganafoul ou Trans Europe Express pour lesquels le rock ne sonne vraiment qu'en anglais.
Dès 1976, Bijou et Little Bob Story sont les deux premiers groupes qui donnent à penser, chacun dans sa catégorie, qu'un rock français authentique peut exister au pays de la variété. Le mouvement prend de l'ampleur dans les années suivantes et les temps forts seront les festivals punk de Mont-de-Marsan et celui de la new wave french connexion à Lyon, première scène française d'importance avant la scène rock et new wave rennaise qui se développera au début des années 1980.
Pendant toute cette première période, le groupe Trust n'a qu'une présence anecdotique marquée par un seul 45 tours (Prends pas ton flingue). Son premier 33 tours et sa première tournée fin 1979 rencontrent un succès important.

### Années 1980

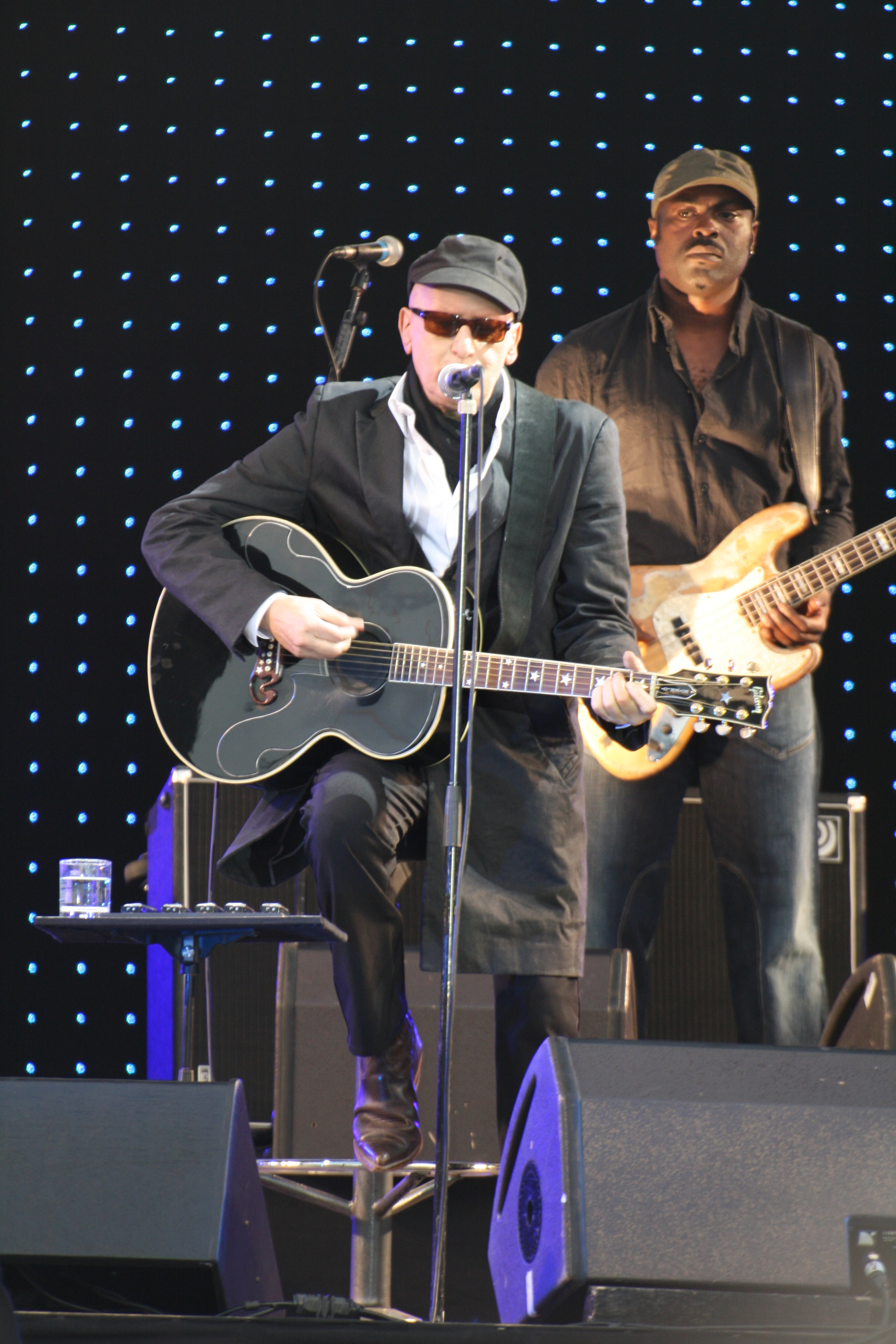
Bashung, lors de sa dernière tournée le 11 juillet 2008 aux Francofolies de la Rochelle.

Au début des années 1980, l'alternance politique accompagne l'irruption d'une culture « branchée » médiatisée par certains journaux tendance, dont Actuel qui reparaît avec une formule qui correspond à l'époque « after-punk ». Les radios libres deviennent légales. Certaines municipalités comme Paris, Rennes ou Lyon envisagent de faciliter l'obtention de locaux de répétition, de façon à accompagner le développement d'un rock français émergeant que l'on espère rémunérateur à l'image de celui d'outre-Manche, et propice à donner une bonne image socio-culturelle... À Paris, c'est l'époque des grandes heures du Gibus ou du Rose Bonbon, clubs qui accueillent des groupes en direct et qui succèdent aux lieux qui disparaissent comme le Golf-Drouot, ou le Bataclan où des concerts historiques ont eu lieu dans les années 1970 (comme les retrouvailles de Lou Reed, John Cale et Nico, ou les concerts de la communauté Gong au grand complet (space rock)).
En Belgique Arno fonde TC Matic dont le succès dépassera les frontières. Le rock commence à compter en France avec Warning, associant les mélodies et textes surréalistes de Raphaël Garrido et l'originalité et la virtuosité du jeune guitariste Christophe Aubert.
Des labels indépendants français font leur apparition, comme New Rose records, Ze records, Réflexes ou Sordide Sentimental.
De nombreux fanzines rock apparaissent, comme New-Wave, Hello Happy Taxpayers ou On est pas des sauvages.
À la suite de Chorus d'Antoine de Caunes, la télévision s'ouvre timidement au phénomène qui secoue une bonne partie de la jeunesse, notamment grâce aux Enfants du rock de Philippe Manœuvre, de la revue Rock & Folk.
Des groupes comme Téléphone, Trust, Warning, Bijou, Starshooter, 12°5, Stocks constituent alors les formations les plus populaires d'une nouvelle génération rock made in France teintée d'influences anglo-saxonnes avec des riffs de guitare et des paroles en français. Mais seul le succès de Téléphone sera phénoménal et marquera la décennie 76-86 avec six millions d'albums vendus.
Les futurs groupes mythiques du rock français, comme les Rouennais Dogs, Taxi Girl, les Rennais de Marquis de Sade, les Lorrains Kas Product, etc. sont remarqués par la critique et une partie du public mais souffrent encore du manque de structures, de visibilité médiatique et de la frilosité du public et des grandes maisons de disques.
Durant cette période, les groupes sont éphémères (les Olivensteins, Métal Urbain), même si certains se reforment près de trente ans plus tard pour une nouvelle carrière (Charles De Goal, ADX, Métal Urbain dont les membres sortent ce qu'ils considèrent comme leur premier disque en 2006), etc. N'oublions pas le groupe Série Noire, un trio d’Argenteuil très remarqué durant les premières parties de Dr Feelgood, des Forbans, Océan...
En parallèle, Daniel Balavoine et Jean-Jacques Goldman, venus pour le premier du rock prog, pour le second du blues[réf. nécessaire], imposent durant la première moitié de la décennie une pop-rock mélodique et efficace contribuant à leur succès radiophonique. Balavoine, pourtant de plus en plus porté sur l'expérimentation propre à la new wave et à la world music triomphe au Palais des Sports (1984) dans un concert aux relents hard-rock et orchestré par une partie des musiciens de Martin Circus.
Le sommet de la vague ne tarde pas à arriver : Bill Deraime, en mariant au fil des albums blues, rock et reggae, aligne des tubes tout en donnant des concerts de haut niveau. Jean-Yves Liévaux (avec son groupe Liévaux-Transfo) en fait de même (C'est pas difficile), dans un style plus progressif. Jean-Patrick Capdevielle apporte une poésie teintée de politique notamment avec le 45 tours Quand t'es dans le Désert ; 
tandis que Bashung cartonne en « chouinant » après sa Gaby. Les Avions errent dans la Nuit sauvage (repris 30 ans (?) après dans une pub).
La vidéo du hit Cargo d'Axel Bauer et réalisée en collaboration avec Jean Baptiste Mondino sera le premier clip français à être diffusé sur MTV.
Une nouvelle scène alternative française apparaît vers le milieu des années 1980. Elle commence à établir ses propres structures, créant ses labels de disques, aidée par des fanzines de plus en plus nombreux et des disquaires spécialisés partout en province. Elle est très active, menée par des groupes punks comme Bérurier noir, OTH, Les Garçons Bouchers, Ludwig von 88 ou Les Porte Mentaux. D'autres se réclament de la scène thrash comme Les Coronados.
Du côté pop, l'effervescence est également sensible. Avec la vogue des synthétiseurs, Indochine crée une pop synthétique et dynamique à la française qui rencontre rapidement un grand succès auprès des adolescents. Le groupe rennais Niagara s'impose sur les ondes et offre en concert un pop/rock plus énergique. Alain Bashung construit un « rock intello » très personnel. Le premier single de Buzy, Dyslexique, se vend à 500 000 exemplaires et est un des grands succès de l'année 1981. Patrick Coutin signe J'aime regarder les filles qui reste l'un des titres rock en français les plus repris, même à l'étranger. Le Suisse Stephan Eicher débute dans des squats, des bars rocks ou des salles minuscules tout comme les Rita Mitsouko et la majeure partie de la nouvelle scène rock. De nombreux émules français suivent les traces de la nouvelle pop de The Cure ou Depeche Mode marquant cette décennie musicale.
À la fin de la décennie, Noir Désir, est propulsé vers la reconnaissance publique avec le titre Aux sombres héros de l'amer qui fait son entrée dans le Top 50,, alors que leur second album,Veuillez rendre l'âme (à qui elle appartient) est certifié disque d'or, et remporte le Grand Prix du rock français en 1989,.

### Années 1990

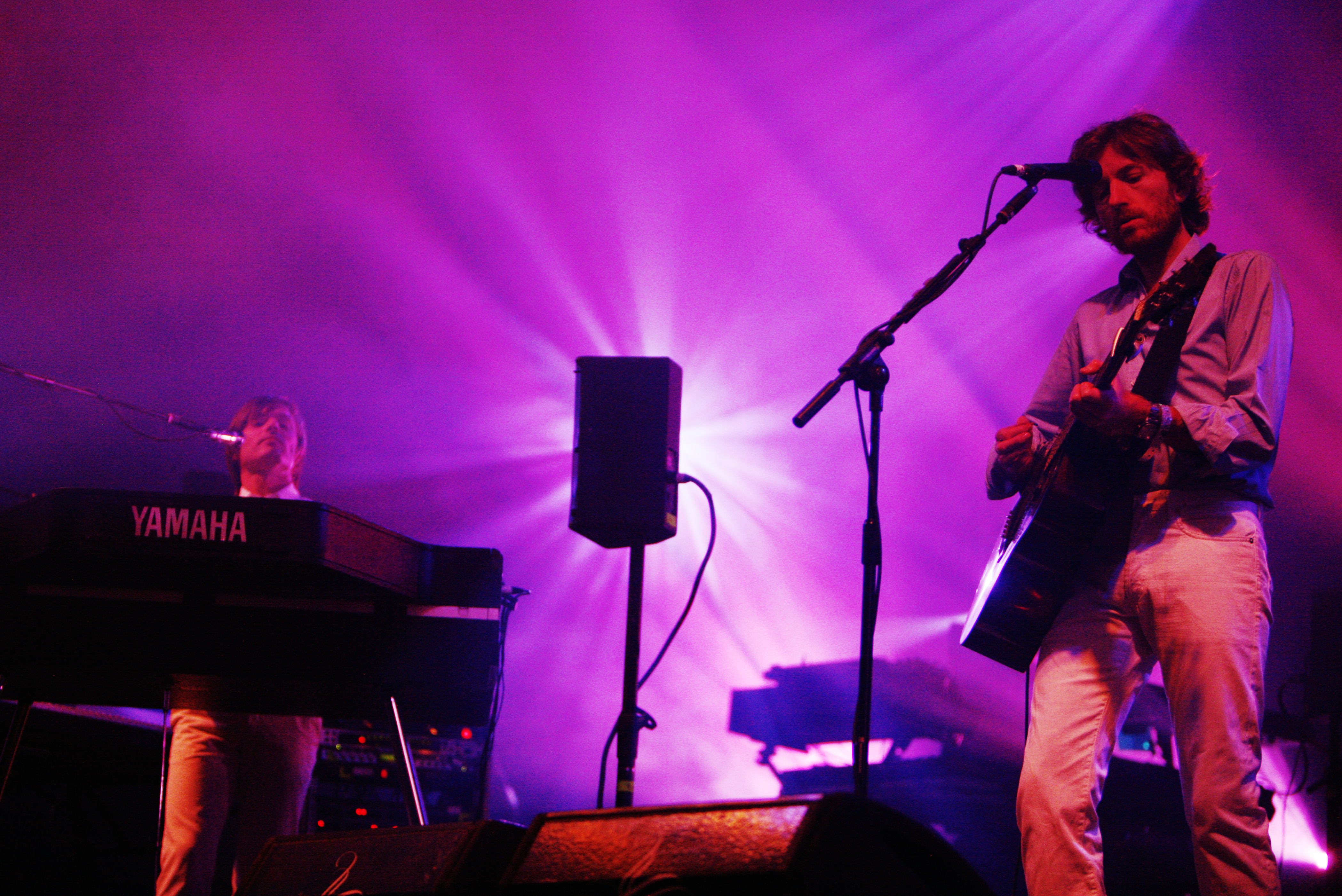
Air.

La décennie suivante voit le succès grandissant du rock alternatif et avec lui d'une véritable spécificité française, grâce aux labels Bondage Records, Boucherie Productions, dont le choix éclectique a fait découvrir des groupes exceptionnels : les Tétines Noires, issus du cabaret arti-décadent, épaulés par Eduardo Leal de la Galla, Manu Chao de la Mano Negra, François Hadji-Lazaro de Pigalle, Frandol des Roadrunners, Didier Chappedelaine des Wampas, etc.
Mêlant les racines rock à des influences multiples (musique espagnole, maghrébine, gitane, chanson réaliste, etc.), les groupes survivants parmi les milliers de groupes nés après le punk au début ou au milieu des années 1980 tels que les Négresses Vertes, Les Innocents ou les Rita Mitsouko, percent enfin et se professionnalisent. Le nombre de groupes de qualité donne alors une véritable identité au rock hexagonal.
Noir Désir, dont l'agressivité s'apparente à celle de la musique punk, ainsi qu'au courant grunge alors en plein essor lors de la sortie de leur 4e album Tostaky, canalise cette énergie, la ponctuant de textes élaborés. Ils suivent en ce sens Hubert-Félix Thiéfaine ou encore Alain Bashung, dont la musique devient plus sophistiquée et électronique. En 1994, le distributeur indépendant et auteur compositeur français Christian Brunet crée à Londres le premier groupe de techno rock Shanghai Atraxion, produit par Georges Mary. L'album Start Over n'est pas édité et Yellow Men ne paraît que dix ans plus tard. Dolly, groupe nantais avec des influences grunge, acquiert une notoriété importante dès 1997.
En 1995, Mylène Farmer aborde le rock avec des titres tels que XXL ou L'Instant X, dont les riffs rappellent ceux de Nirvana. FFF initie le mélange du funk et du rock en France.
À la fin des années 1990, les groupes français de musique électronique rencontrent un succès notable dans les pays anglo-saxons. Une french touch est attribuée à des groupes tels que Air ou Daft Punk, dont la musique s'inspire largement de la pop des années 1970 (ambiances éthérées, voix déformées). Manu Chao poursuit son parcours solitaire et renforce les influences latino-américaines, alors que Sinsemilia devient le fer de lance du reggae francophone.

### Années 2000
Au début des années 2000, de nouveaux artistes font leur apparition. Eiffel associe une musicalité pop-rock inspirée entre autres des Pixies et de Blur à des textes poétiques. Le groupe met en musique un poème de Boris Vian, auquel le chanteur Romain Humeau voue une grande admiration.
Mickey 3D crée un folk-rock engagé évoquant notamment des préoccupations écologiques. Louise Attaque introduit le violon dans le paysage rock français et Superbus s'inspire de la power pop de No Doubt. Indochine, groupe new wave dans les années 1980, fait un grand retour en 2002 après un passage à vide dans les années 1990 et devient le groupe français le plus vendeur de ces dix dernières années. Dans le paysage du rock français arrive également, en 2001, le groupe Luke ; La sentinelle, single de leur deuxième album La Tête en arrière (2004), est un succès. En 2002 Kaolin et Déportivo en 2004 rencontrent beaucoup de succès. Axel Bauer obtient un nouveau disque d'or pour son duo avec Zazie ; À ma place (2001).
Steeve Estatof réintroduit le glam rock en France en compagnie de Blackrain. Dans des registres plus personnels, Camille cherche à repousser les frontières de ce qu'il est possible de faire avec des voix, sans accompagnement instrumental, alors que Nosfell s'invente une « sorte de folk vénusien ou de world music grégorienne »[réf. nécessaire].
La deuxième moitié des années 2000 voit l'émergence d'une nouvelle scène rock française avec BB Brunes ou Plastiscines. Le développement de la musique électronique inspire la scène rock française. De nouveaux groupes apparaissent au milieu des années 2000, dont Shaka Ponk en 2004, Pony Pony Run Run en 2005, Skip the Use en 2008 ou Team Ghost en 2009. Leur influence et leur notoriété sur la scène internationale prend toute sa mesure durant les années 2010.

### Années 2010
Les années 2010 voient la confirmation du succès international de la vague électronique française, communément appelée French Touch avec des groupes tels que Justice, C2C, Kavinsky ou Breakbot. Certains groupes de rock tels que Phoenix prennent les devants pour enrichir leurs créations avec cette nouvelle influence.
De son côté, le groupe Lafayette innove en mélangeant soul et rock dans divers albums. Ils sont alors sélectionnés pour représenter la France en 2011 au Battle Of The Bands à Londres.
Une scène rock underground assez riche et diversifiée a également vu le jour avec des groupes tels que J.C Satàn, Frustration, Fuzzy Vox, ou Les Grys-Grys.
Côté rock francophone, Archimède sort trois albums et se voit nommé aux Victoires de la Musique 2010. Le groupe renoue avec les paroles en français, teintées d'un humour à la Jacques Dutronc, et garde une ligne mélodique inspirée de la pop anglaise.

## Rock par ville
- Rock à Angers
- Rock à Bordeaux
- Rock à Brest
- Rock à Clermont-Ferrand
- Rock au Havre
- Rock à Lyon
- Rock au Mans
- Rock à Montpellier
- Rock à Nantes
- Rock à Paris
- Rock à Rennes
- Rock à Toulouse